# Tüttensee
Der Tüttensee ist ein Toteissee auf dem Gebiet der Gemeinden Grabenstätt und Vachendorf im bayerischen Chiemgau. Die Uferzone des Sees weist verschiedene Verlandungsphasen auf und hat teilweise Niedermoor-Charakter. Am Ufer befindet sich ein artenreiches Landschaftsschutzgebiet. Der See verfügt über eine kleine Abflussrinne im Nordwesten zum Marwanger Bach und ist einer der wärmsten Seen Oberbayerns. Auf dem Südufer befindet sich eine Ausflugsgaststätte mit Strandbad.

## Beschreibung

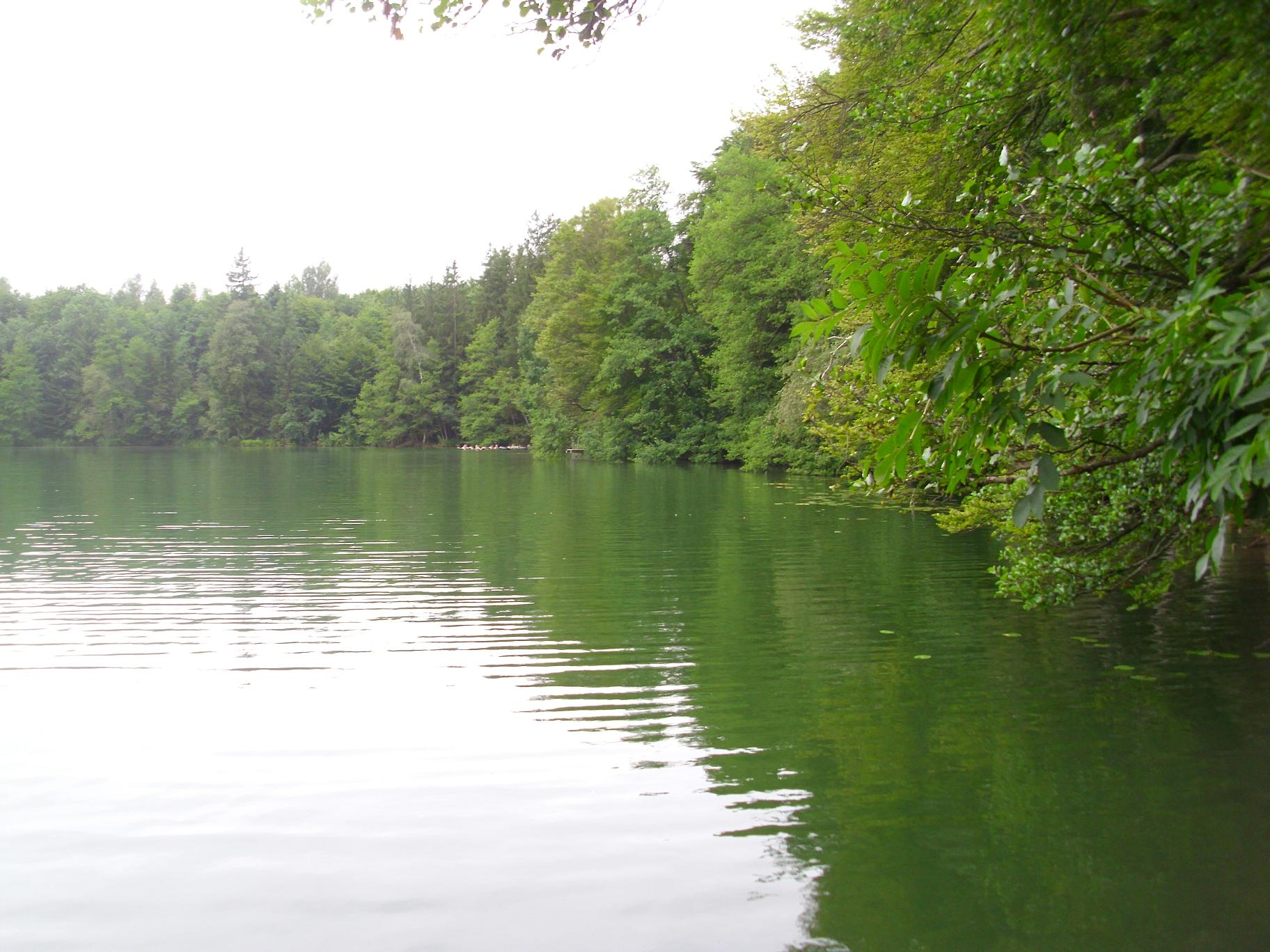
Fotoausschnitt der Uferbewaldung des Tüttensees

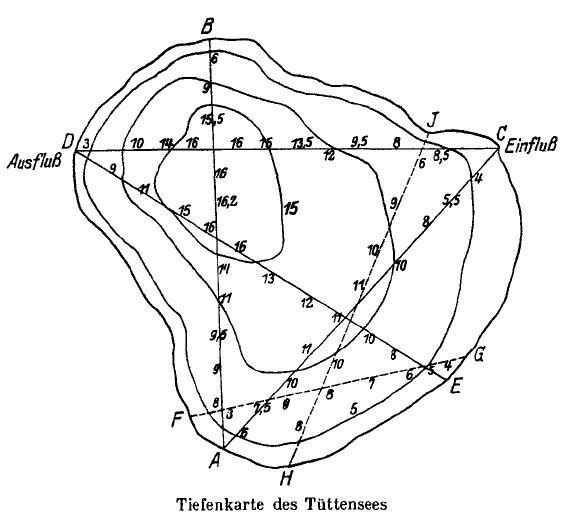
Tiefenkarte Tüttensee, W. Halbfaß

Der Tüttensee liegt in einem Toteiskessel, der beim Rückzug des Chiemsee-Gletschers nach dem Höhepunkt der letzten Eiszeit entstand. Er liegt in einer gut erhaltenen Struktur eiszeitlicher Kame-Schotterterrassen, die vollständig bewaldet sind. Echolot-Messungen des Bayerischen Landesamts für Wasserwirtschaft zeigen einen flacheren Südteil und die tiefste Stelle des Sees mit maximal 17,3 Metern im Nordwesten.
See und Uferbereich sind mit 68 ha als Landschaftsschutzgebiet ausgewiesen. Danach besteht am ökologisch besonders wertvollen Süd- und Ostufer außerhalb des Strandbads ein Betretungsverbot, unmittelbar vor dem Uferabschnitt darf auch nicht geschwommen oder mit Booten gefahren werden.
In den 1980er Jahren litt der See unter massivem Nährstoffeintrag durch einen kleinen einmündenden Graben, der landwirtschaftliche Flächen entwässert. Die Fischerei musste eingeschränkt werden. Ein vom Landratsamt 1989 vorgeschlagener 2 ha großer Klärteich konnte aus Kostengründen nicht verwirklicht werden. Der Bund Naturschutz trat 1995 in das Projekt ein und verwirklichte mit öffentlicher Förderung eine wesentlich kostengünstigere Pflanzenkläranlage in Verbindung mit einem Kiesbett auf teils gepachteten, teils angekauften Flächen am See. Zusammen mit einem Rückgang der Nutzung von Düngemitteln auf den angrenzenden landwirtschaftlichen Flächen erbrachte die biologische Klärung des Zuflusses eine deutliche Verbesserung der Wasserqualität. Der See wird aber auch weiterhin als eutroph eingestuft. Die Kiesflächen der Anlage sind seitdem ein bedeutendes Biotop für die Region.
Der Tüttensee wurde vom Bayerischen Landesamt für Umwelt unter der Bezeichnung „Eiszerfallslandschaft des Tüttensee“ als Geotop ausgewiesen.

## Forschungsgeschichte
Zu Beginn des 20. Jahrhunderts führte Wilhelm Halbfaß am Tüttensee vom Boot aus Lotungen durch, ermittelte dabei eine maximale Tiefe von 16,2 Metern und erstellte eine Tiefenkarte, die bereits den modernen Untersuchungen fast exakt entsprach. Die Geologie des Gebietes einschließlich des Tüttensees wurde durch Carl Troll 1924 schon bei der ersten wissenschaftlichen Beschreibung des Inn-Gletschers dargestellt. Der See war später mehrmals Gegenstand von Untersuchungen zu den Eiszerfallslandschaften des bayerischen Alpenvorlandes.
2004 wurde der Tüttensee mit der Hypothese des sogenannten Chiemgau-Einschlags in Verbindung gebracht und eine Entstehung als Impaktkrater postuliert. Daraufhin nahm das Bayerische Landesamt für Umwelt eine Bohrung und 14C-Datierungen vor. Diese ergaben, dass Moorbildung und Verlandung des Tüttensees seit über 12.000 Jahren ungestört fortschreiten, was eine eiszeitliche Bildung des Tüttensees belegt und einen zwischenzeitlichen Einschlag ausschließt. Auch eine Pollenanalyse von 2021 bestätigt die eiszeitliche Bildung und ungestörte Entwicklung der Vegetation des Sees.